# 豪恩斯山麓努斯多夫
豪恩斯山麓努斯多夫是奥地利萨尔茨堡州萨尔茨堡城郊县的一个市镇。总面积35.52平方公里，总人口2197人，人口密度61.9人/平方公里（2005年）。